# Meteorit Social Circle
El meteorit Social Circle és un meteorit de tipus metàl·lic de 99,3 kg. que va ser trobat l'any 1927 al comtat de Walton, a l'estat de Geòrgia, als Estats Units.

## Classificació
El meteorit és de tipus metàl·lic, és a dir que es tracta d'un meteorit que es compon predominantment de metall ferro-níquel i que cristal·litza a partir d'una massa fosa. Dins d'aquest tipus de meteorits, pertany al grup IVA.

## Mineralogia
Al meteorit s'hi han trobat 8 espècies minerals reconegudes per l'Associació Mineralògica Internacional: cromita, daubreelita, kamacita, joegoldsteinita, lawrencita, schreibersita, taenita i troilita, a més de limonita, plessita i probablement brezinaïta. A més es considera la localiat tipus d'una d'aquestes espècies: la joegoldsteinita, un sulfur de fórmula química MnCr₂S₄ aprovat l'any 2015, ja que el meteorit és el lloc on va ser descoberta.